# Dispositive Daten
Dispositive Daten sind die in einem Unternehmen vorhandenen Daten, die das Management bei Managemententscheidungen für die Steuerung oder strategische Ausrichtung des Unternehmens benötigt.

## Allgemeines
Von den vorhandenen Unternehmensdaten sind dispositive Daten jene, die dem dispositiven Faktor, also der Unternehmensführung, zur Verfügung gestellt werden. Dispositive Arbeitsleistungen liegen vor, wenn es sich um Tätigkeiten handelt, die mit der Leitung und Lenkung betrieblicher Vorgänge in Zusammenhang stehen. Diese Daten dienen der Entscheidungsvorbereitung für unternehmerische Entscheidungen. Dispositive Daten werden in managementunterstützenden Systemen wie dem Management-Informationssystem oder Data Warehouse verarbeitet. Dispositive Daten können sich aus „harten Daten“ und weichen Daten zusammensetzen. Alle übrigen Daten sind operative Daten.

## Merkmale
Die Merkmale dispositiver Daten können wie folgt unterteilt werden:
| Merkmal      | Dispositive Daten                                      | Operative Daten                                                                                |
| ------------ | ------------------------------------------------------ | ---------------------------------------------------------------------------------------------- |
| Ziel         | Entscheidungsvorbereitung für Managemententscheidungen | Abwicklung der Geschäftsprozesse                                                               |
| Ausrichtung  | verdichtete Metadaten                                  | detaillierte, granulare Geschäftsvorfalldaten und Basisdaten                                   |
| Modellierung | Altbestände oft nicht modelliert                       | sachgebietsbezogen und standardisiert                                                          |
| Queries      | strukturiert, meist statisch im Programmcode           | Ad hoc, für ständig wechselnde komplexe Fragestellungen und vorgefertigte Standardauswertungen |

## Getrennte Behandlung der Daten
Technologisch werden dispositive Daten oft redundant gespeichert und stets von den operativen Daten entkoppelt. Dafür sind drei Gründe maßgeblich:
- Die Rechenleistung von operativen IT-Systemen darf durch dispositive Abfragen keinesfalls beeinträchtigt werden.
- Der Datenlebenszyklus von dispositiven und operativen Daten unterscheidet sich im Regelfall, denn dispositive Daten werden längerfristig benötigt.
- Auch die optimale Datenstruktur beider Datenarten unterscheidet sich.

Für beide Datenarten gilt gleichermaßen das Betriebs- und Geschäftsgeheimnis. Außerdem unterliegen bestimmte dispositive Daten einem besonderen Datenschutz und sind für operativ tätige Mitarbeiter nicht zugänglich.

## Beispiele
Typische dispositive Daten sind insbesondere Marktdaten und Marktentwicklungen sowie Daten aus der Unternehmens- und Finanzplanung wie die Plankosten. Auch Daten aus Betriebsvergleichen sind dispositive Daten. Zu den operativen Daten gehören beispielsweise die Personaldaten und Kundendaten, Auftragseingang oder Marktbeobachtung. Ein großer Teil der dispositiven Daten wird über die Enterprise Application Integration oft aus operativen Daten generiert.

## Abgrenzung
Operative Daten sind Daten aus IT-Systemen, die unmittelbar zur Abwicklung des operativen Geschäfts dienen. Dispositive Daten dürfen nicht mit Daten für die Disposition und dortige Disponenten verwechselt werden, hier werden operative Daten verwendet. Dispositive Daten dienen ausschließlich dem Führungsprozess, operative dem Geschäftsprozess (einschließlich der betrieblichen Funktionen von Beschaffung, Finanzierung, Produktion, Verwaltung und Vertrieb).